# Генри, Дэвид
Дэвид Клейтон Генри (англ. David  Clayton Henrie; род. 11 июля 1989, Мишен Вьехо, Калифорния, США) — американский актёр. Стал известным по ролям Ларри в фильме «Такая Рэйвен» и Джастина Руссо в сериале «Волшебники из Вэйверли Плэйс».

## Ранние годы
Родился в Мишен Вьехо (Калифорния) в семье Линды и Джима Генри и рос в городе Финикс (Аризона) вместе с братом, Лоренцо, который тоже стал актёром. Он учился в Cheyenne Traditional School, был воспитан католиком. В 10 лет вместе с семьей переехал в Калифорнию.

## Карьера
В возрасте шести лет Дэвид Генри подписал контракт с агентством SAG в Фениксе и начал ходить на прослушивания. В 9 лет, во время съёмок в рекламе в Скоттсдейле, режиссёр посоветовал Генри переехать в Лос-Анджелес. В 2002 году он вместе с семьёй отправился в Голливуд. Дэвид получил роли в рекламе для Burger King и Quaker Oats, а затем снялся в эпизодах телесериалов «Провиденс» и «Без следа».
В 2003 году Генри получил свою первую крупную роль в ситкоме канала Fox The Pitts. Затем снимался в фильмах канала Hallmark «Создатели монстров» с Линдой Блэр и Джорджем Кеннеди в главных ролях и «Тайна голливудской мамы». В 2004—2007 годах Дэвид снимался в нескольких эпизодах сериала «Такая Рэйвен», а в 2009 году получил роль в фильме «Папохищение».
В 2007—2012 годах Генри играл роль Джастина Руссо в сериале «Волшебники из Вэйверли Плэйс». В 2005—2014 годах Генри снимался в сериале «Как я встретил вашу маму», где он играл будущего сына главного героя.
Согласно Агентству Рейтер, Генри официально назвали Великим Маршалом 2009 года Toyota Pro/Celebrity Race.
В январе 2024 года заявил в социальных сетях о возвращении к роли Джастина Руссо в спин-оффе телесериала «Волшебники из Вэйверли Плэйс».

## Личная жизнь
С 2008 по 2010 год Дэвид Генри встречался с актрисой и певицей Люси Хейл.
С 21 апреля 2017 года женат на бывшей «Мисс Делавер» Марии Кэхилл, с которой он встречался два с половиной года до их свадьбы. 

У супругов есть трое детей: 

дочь — Пиа Филомена Франческа Генри (род.19.03.2019); 

сын — Джеймс Томас Августин Эмануэль Генри (род.25.12.2020); 

дочь — Джема Клэр Генри (род.17.07.2022).

## Фильмография
| Год       |     | Русское название                       | Оригинальное название               | Роль                        |
| --------- | --- | -------------------------------------- | ----------------------------------- | --------------------------- |
| 2002      | с   | Провиденс                              | Providence                          | Марк Тридман                |
| 2002      | с   | Без следа                              | Without a Trace                     | Гейб Фридман                |
| 2003      | с   | —                                      | The Pitts                           | Пити Питт                   |
| 2003      | с   | —                                      | The Mullets                         | н/д                         |
| 2003      | тф  | Создатели монстров                     | Monster Makers                      | Дэнни Берк                  |
| 2003      | с   | Справедливая Эми                       | Judging Amy                         | Джереми                     |
| 2004      | с   | Окружной прокурор                      | The D.A.                            | Алекс Генри                 |
| 2004      | тф  | Тайна голливудской мамы                | The Hollywood Mom’s Mystery         | Оливер Палумбо              |
| 2004      | ф   | Лето Аризоны                           | Arizona Summer                      | Бэд                         |
| 2004      | с   | Джек и Бобби                           | Jack & Bobby                        | Сниффи                      |
| 2004      | с   | Морская полиция: Спецотдел             | NCIS                                | Уилл Шилдс                  |
| 2004      | с   | Шоу Методмена и Редмена                | Method & Red                        | Скайлер Блефорд             |
| 2004—2007 | с   | Такая Рэйвен                           | That’s So Raven                     | Ларри                       |
| 2005      | с   | Доктор Хаус                            | House, M.D.                         | Томми                       |
| 2005—2014 | с   | Как я встретил вашу маму               | How I Met Your Mother               | будущий сын Теда            |
| 2006      | с   | Детектив Раш                           | Cold Case                           | Дейл Уилсон                 |
| 2007—2012 | с   | Волшебники из Вэйверли Плэйс           | Wizards of Waverly Place            | Джастин Руссо               |
| 2009      | в   | Проект Элисон Стоунер                  | The Alyson Stoner Project           | диджей Преп                 |
| 2009      | тф  | Папохищение                            | Dadnapped                           | Уиз                         |
| 2009      | с   | Всё тип-топ, или Жизнь на борту        | The Suite Life on Deck              | Джастин Руссо               |
| 2009      | тф  | Волшебники из Вэйверли Плэйс в кино    | Wizards of Waverly Place: The Movie | Джастин Руссо               |
| 2009      | в   | Волшебники на борту с Ханной Монтаной  | Wizards on Deck with Hannah Montana | Джастин Руссо               |
| 2010      | с   | —                                      | Easy to Assemble                    | Итан                        |
| 2010      | мф  | Ариэтти из страны лилипутов            | 借りぐらしのアリエッティ            | Сё / Шон                    |
| 2010      | с   | Братья Джонас                          | Jonas                               | в роли самого себя          |
| 2011      | тф  | —                                      | The Assistants                      | Майк Бидл                   |
| 2013      | с   | Замедленное развитие                   | Arrested Development                | в роли самого себя          |
| 2013      | ф   | Одноклассники 2                        | Grown Ups 2                         | парень из братства          |
| 2013      | кор | —                                      | Take the 4 Liter Challenge          | Джо                         |
| 2014      | в   | 1000 к 1                               | 1000 k 1                            | Кори Вайсман                |
| 2014      | с   | Игры разума                            | Mind Games                          | Эллиот                      |
| 2015      | ф   | Толстяк против всех                    | Paul Blart: Mall Cop 2              | Лейн                        |
| 2015      | ф   | Малыш                                  | Little Boy                          | Лондон Басби                |
| 2015      | ф   | Мечтатель                              | Walt Before Mickey                  | Руди Исинг                  |
| 2016      | ф   | Боксёр-марионетка                      | Cardboard Boxer                     | Чистый Срез                 |
| 2016      | ф   | Путь воина                             | Warrior Road                        | Том                         |
| 2020      | ф   | Тот самый год                          | This is the Year                    | Себастиан                   |
| 2024      | с   | Волшебники за пределами Вэйверли Плэйс | Wizards Beyond Waverly Place        | Джастин Винченцо Пепе Руссо |
| 2024      | ф   | Рейган                                 | Reagan                              | Молодой Рейган              |